# Набережная Какимбека Салыкова
На́бережная Какимбека Салыкова (каз. Кәкімбек Салықов жағалауы; название утверждено 30 сентября 2022 года) —  главная пешеходная набережная вдоль береговой линии озера Копа в городе Кокшетау, административном центре Акмолинской области в Казахстане. Первая благоустроенная набережная в Кокшетау.
На всём своём протяжении благоустроена, имеются скамейки, зелёные насаждения. Эта набережная — одно из любимых мест для прогулок кокшетауцев и гостей города, на ней регулярно проводятся различные мероприятия, концерты, праздники. 

## География
Протяженность Кокшетауской набережной — около 1,5 км. Набережная начинается у Акмолинского областного центра крови (напротив здания расположен полицейский пункт) и заканчивается недалеко от района старого аэропорта.

## Происхождение названия
Названа в 2022 году в честь советского государственного и политического деятеля К. С. Салыкова (1932—2013) — поэта, первого секретаря Каракалпакского обкома Коммунистической партии Узбекской ССР (1984—1989).

## История
Разговоры о создании набережной в Кокшетау велись с самого начала 2000-х годов. С 2011 года велись разговоры о создании яхт-клуба вдоль береговой линии озера Копа. Реализацию проекта планировали завершить в 2017 году, к началу проведения в Астане международной выставки «EXPO-2017».
В 2012 году было выделено ₸ 410,2 млн тенге для капитального ремонта дороги участка протяженностью 1,9 км от проспекта Назарбаева до ул. Набережная.
В 2014 году аким Акомолинской области Сергей Кулагин поручил руководству города Кокшетау дать предложения касательно благоустройства береговой линии озера Копа.
В 2015 году в прибрежной зоне компанией ТОО «Aquilon Group» началась реализация по созданию на побережье озера спортивно-развлекательного комплекса, в кратчайшие сроки были установили контейнеры для сбора мусора, а на пляжах кабинки для переодевания, биотуалеты, шезлонги, заметно расширилась песочная зона, был полностью выкошен камыш. Также работал прокат лодок, катамаранов и квадроциклов. На пляжную зону можно было попасть через три специальных заезда. Более того, в рамках государственно-частного партнерства компанией ТК «Грандспорт» было произведено обустройство пляжной территории. За счет бюджетных средств был проложен тротуар, проводились работы по благоустройству. 
В 2017 году архитекторами и проектировщиками ТОО «Казгражданпроект» были предложены варианты постройки набережной вдоль озера Копа.
Постройка набережной Кокшетау началась в марте 2020 года. Подрядчиком работ выступила – ТОО «ПавлодарЭнергоМонтаж». Набережную озера Копа построили в рамках подготовки XVII форума межрегионального сотрудничества Казахстана и России. На реализацию проекта было выделено ₸ 1,491 млрд тенге (3,5 млн долларов), деньги выделялись из республиканского бюджета. За эти средства построили участок протяженностью в 1,3 км – вплоть до района старого аэропорта.

## Описание
Вдоль озера – прогулочная набережная (протяженностью 850 метров) и общественная аллея (1,3 километра). 
Пляжная зона разделена на несколько зон, в числе которых:
- амфитеатр,
- пляж (на зону пляжа и амфитеатра на протяжении 200 метров завезли белый кварцевый песок),
- смотровая площадка,
- места для отдыха,
- детская площадка.

Большой интерес у жителей вызывают два пирса на смотровой площадке. Это романтичное место получило другое название – зона рекреации. На пирсах установлено опалубочное покрытие. Все зоны хорошо освещены, потому здесь комфортно проводить время не только днем, но и с наступлением вечера. 
На набережной нашлось место и для спортивной (скейтборд-, баскетбольная и волейбольная площадки, тренажеры), футбольной площадок. Эти зоны ограждены, здесь обустроено покрытие – резиновое и асфальтное. На территории планируется открытие и площадки для скейтборда. Это большая аллея на 3 тысячи квадратов, на которой будет установлено соответствующие приспособления – их будет 5–6.
Для игр предусмотрено сразу три места на набережной, где установлены небольшие конструкции. Позаботились строители и о взрослых, для которых есть зона для отдыха. Их пять, причем все благоустроенные и покрыты брусчаткой. На территории установлены беседки, площадки, мангалов и павильонов.
Для проведения праздников и разных мероприятий предусмотрена общественная зона на 3 тысячи квадратов.

## Мероприятия
В летнее время на набережной Какимбека Салыкова устраиваются различные праздники, выступают артисты Акмолинской областной филармонии имени Укили Ыбырая и т. д.

## Общественно значимые объекты
- Акмолинский областной центр крови — пр. Назарбаева, дом № 7а;
- КГУ СДЮШ Теннисный центр — пр. Назарбаева, дом № 7б;
- Старое мусульманское кладбище — пр. Назарбаева, дом № 71;
- Дворец детства и юношества «Болашак Сарайы» — мкр. Коктем № 9/1;

## Достопримечательности
С набережной открывается вид на автодорожный и пешеходный мост в районе Берегового проезда по улице Н. Хазрета от устья реки Кылшакты до озера Копа, постройка которого была завершена в 2022 году. Оригинальность мосту придают четыре фигуры золотых львов.